# Druga slovenska nogometna liga 1995-1996
La Druga slovenska nogometna liga 1995-1996 (in lingua italiana: Secondo campionato calcistico sloveno 1995-1996), abbreviata in 2. SNL 1995-1996, fu la quinta edizione della seconda serie del campionato di calcio sloveno.

## Formula
Fu il primo torneo della seconda serie slovena in cui la vittoria comportava l'assegnazione di tre punti in classifica.
Le 16 squadre partecipanti disputarono un girone all'italiana con gare di andata e ritorno (30 giornate totali) al termine delle quali:
- La vincitrice avrebbe dovuto essere promossa in 1. SNL 1996-1997
- La seconda classificata disputò uno spareggio contro la penultima della 1. SNL 1995-1996
- Le ultime due furono retrocesse in 3. SNL 1996-1997

### Avvenimenti
Jadran Dekani e Kočevje, appena retrocesse dalla 1. SNL 1994-1995, non si iscrissero al campionato ed al loro posto vennero ripescate Železničar Maribor e Črnuče, le due squadre uscite sconfitte dagli spareggi nella stagione precedente.

## Squadre partecipanti
| Squadra                | Città           | Stadio               | Stagione 1994-95 | Stagione 1994-95 |
| Squadra                | Città           | Stadio               | Pos.             | Divisione        |
| ---------------------- | --------------- | -------------------- | ---------------- | ---------------- |
| Železničar LJ          | Lubiana         | Stadion ŽŠD          | 10°              | 1. SNL           |
| Istrabenz Koper        | Capodistria     | Stadio Bonifika      | 11°              | 1. SNL           |
| SET Vevče              | Vevče, Lubiana  | Stadion Slavija      | 12°              | 1. SNL           |
| Živila Naklo           | Naklo           | Stadion pod Štucljem | 14°              | 1. SNL           |
| ERA Šmartno            | Šmartno ob Paki | Stadion Šmartno      | 1°               | 2. SNL           |
| Nafta                  | Lendava         | Športni park Lendava | 2°               | 2. SNL           |
| Elektroelement Zagorje | Zagorje ob Savi | Mestni stadion       | 3°               | 2. SNL           |
| Rudar Trbovlje         | Trbovlje        | Rudar Stadion        | 4°               | 2. SNL           |
| Papirničar Radeče      | Radeče          | Stadion Papirničar   | 5°               | 2. SNL           |
| Drava                  | Ptuj            | Mestni stadion       | 6°               | 2. SNL           |
| Family Shop Piran      | Pirano          | Stadion pod obzidjem | 7°               | 2. SNL           |
| FILC Mengeš            | Mengeš          | Stadion pod Gobavico | 8°               | 2. SNL           |
| Napredak Domžale       | Domžale         | Športni park Domžale | 9°               | 2. SNL           |
| Železničar MB          | Maribor         | Športni Park Tabor   | 10°              | 2. SNL           |
| Črnuče                 | Črnuče, Lubiana | Športni park Črnuče  | 1°               | 3. SNL Ovest     |
| Šentjur                | Šentjur         | Športni park Šentjur | 1°               | 3. SNL Est       |

## Classifica
- Lo Železničar Lubiana conquistò campionato e promozione. Iniziò la preparazione per la 1. SNL 1996-1997 con l'acquisto del nazionale sloveno Marinko Galič e Srečko Katanec come allenatore. Ma intervenne la Federcalcio slovena che stabilì nuove condizioni per l'accesso alla massima divisione, come il pagamento di un anticipo di 1,4 milioni di talleri e un assegno di liquidazione in bianco per 4 milioni. La dirigenza del club, guidata da Milan Vajda, non accettò e rinunciò alla promozione.[2]
- Anche le altre quattro squadre che seguivano in classifica (Nafta, Črnuče, Šentjur e Železničar Maribor) non soddisfacevano i requisiti richiesti della Federcalcio (stadio moderno, strutture mediche, assenza di debiti, squadra competitiva), così venne promosso il sesto classificato, il Koper, dato che rientrava in tutti questi criteri.[3]

|                  | Pos. | Squadra            | Pt | G  | V  | N  | P  | GF | GS | DR  |
| ---------------- | ---- | ------------------ | -- | -- | -- | -- | -- | -- | -- | --- |
|                  | 1.   | Železničar Lubiana | 67 | 29 | 20 | 7  | 2  | 62 | 20 | +42 |
|                  | 2.   | Nafta              | 59 | 29 | 18 | 5  | 6  | 51 | 19 | +32 |
|                  | 3.   | Črnuče             | 51 | 29 | 15 | 6  | 9  | 60 | 41 | +19 |
|                  | 4.   | Šentjur            | 44 | 29 | 13 | 5  | 11 | 45 | 36 | +9  |
|                  | 5.   | Železničar Maribor | 44 | 29 | 13 | 5  | 11 | 51 | 47 | +4  |
|                  | 6.   | Koper              | 41 | 29 | 11 | 8  | 10 | 33 | 30 | +3  |
|                  | 7.   | Piran              | 41 | 29 | 12 | 5  | 12 | 35 | 54 | −19 |
|                  | 8.   | Domžale            | 39 | 29 | 10 | 9  | 10 | 32 | 34 | −2  |
|                  | 9.   | Šmartno ob Paki    | 37 | 29 | 10 | 7  | 12 | 35 | 34 | +1  |
|                  | 10.  | Zagorje            | 36 | 29 | 11 | 3  | 15 | 30 | 54 | −24 |
|                  | 11.  | Vevče              | 33 | 29 | 9  | 6  | 14 | 43 | 40 | +3  |
|                  | 12.  | Rudar Trbovlje     | 33 | 29 | 9  | 6  | 14 | 24 | 39 | −15 |
|                  | 13.  | Naklo              | 31 | 29 | 7  | 10 | 12 | 33 | 38 | −5  |
|                  | 14.  | Drava Ptuj         | 31 | 29 | 8  | 7  | 14 | 32 | 53 | −21 |
|                  | 15.  | Mengeš             | 30 | 29 | 7  | 9  | 13 | 24 | 42 | −18 |
|                  | 16.  | Radeče             | 8  | 15 | 2  | 2  | 11 | 12 | 41 | −29 |
| Fonte: rsssf.org |      |                    |    |    |    |    |    |    |    |     |

Legenda:
      Promosso in 1. SNL 1996-1997.
  Partecipa agli spareggi.
      Retrocesso in 3. SNL 1996-1997.
      Escluso dal campionato.
Regolamento:
Tre punti a vittoria, uno a pareggio, zero a sconfitta.
In caso di arrivo di due o più squadre a pari punti, la graduatoria viene stilata secondo la classifica avulsa tra le squadre interessate (= scontri diretti).
Note:
Radeče ritirato dopo il girone d'andata.

### Spareggio
Il Nafta incontrò il Korotan Prevalje, penultimo in 1. SNL 1995-1996, con gare di andata e ritorno, per un posto in 1. SNL 1996-1997.
| Squadra 1 | Totale | Squadra 2        | Andata     | Ritorno    |
| --------- | ------ | ---------------- | ---------- | ---------- |
|           |        |                  | 12.06.1996 | 16.06.1996 |
| Nafta     | 1 – 3  | Korotan Prevalje | 0 – 1      | 1 – 2      |